# Аборты в Кабо-Верде
С 1986 года аборты в Кабо-Верде легальны по запросу до 12 недель беременности. По истечении 12 недель женщина в Кабо-Верде может сделать легальный аборт, если беременность представляет опасность для её физического или психического здоровья или если плод имеет отклонения. Кабо-Верде — одна из шести стран Африки, где разрешены аборты по желанию женщины, наряду с Гвинеей-Бисау, Мозамбиком, Сан-Томе и Принсипи, Южной Африкой и Тунисом. 

## Политика Мехико
23 января 2017 года Дональд Трамп восстановил политику Мехико — запрет на финансирование американских НПО, которые проводят, пропагандируют или упоминают аборты как метод планирования семьи. Некоторые эксперты прогнозировали, что эта политика приведёт к 6,5 миллионам нежелательных беременностей, 2,1 миллионам небезопасных абортов и 21 700 случаям материнской смертности.
В ответ на нехватку финансирования, которую это вызовет, особенно для женщин в развивающихся странах, Кабо-Верде присоединилось к семи другим странам в инициативе по сбору средств на женское здоровье.